# 베쿠액티부스
베쿠액티부스(Vacuactivus)는 2000년에 설립된 크라이오테라피 챔버 및 피트니스 재활 장비의 생산 및 판매를 담당하는 국제 회사이다. 세계 3대 크라이오테라피 챔버 및 크라이오 장비 제조업체 중 하나이다. 본사는 캘리포니아 주 로스앤젤레스에 있다.

## 개요
베쿠액티부스는 2000년에 설립되었다. 2013년에는 슬림 웰니스 스튜디오 LLC(Slim Wellness Studio LLC)의 지시를 받아 미국에 영업 사무소를 열었다.
베쿠액티부스는 의료 및 재활 센터, 체육관, 크라이오테라피 스튜디오 및 건강 시설을 위한 장비를 제조한다. 주요 제품은 냉동 치료 및 체중 감량을 위한 혁신적인 장비(크라이오테라피 챔버, 진공 적외선 트레드밀)이다. 주요 제품 중 베스트셀러로는 인프라스타(InfraStar) 자전거, 크리오스타 안타티카(CryoStar Antarctica) 크라이오테라피 챔버, 롤스타(Rollstar) 림프 마사지 롤러 및 바쿠스타(VacuStar) 진공 적외선 크라이오 트레드밀이 있다.
이 회사의 제품은 전 세계 50개국에 유통된다.

## 구조
이 회사는 미국 캘리포니아주 로스앤젤레스에 본사를 두고 있다.
주요 공장 창고는 가든(캘리포니아), 뉴어크(뉴저지), 프셰밈실(폴란드), 드니프로(우크라이나)에 위치하고 있다.